# Elk City (Oregon)
Elk City (korábban Newton) az Amerikai Egyesült Államok északnyugati részén, Oregon állam Lincoln megyéjében elhelyezkedő önkormányzat nélküli település.
A Nagy-Szarvas-patakról elnevezett helység a megye első települése. Mai nevét 1888-ban vette fel. A posta 1868 és 1958 között működött.

## Története
A települést 1866-ban alapította a Corvallis and Yaquina Wagon Road Company; egy évvel később iskola és templom is volt itt. A postai küldeményeket hajóval kézbesítették. A 19. század végén itt volt az Albany és Corvallis közötti vasútvonal egyik állomása. Miután az Oregon Pacific Railroad csődvédelmet kért, 1907-ben a vonal a Southern Pacific Transportation Companyhez került.
A fedett híd helyreállítására tett erőfeszítések 1981-ben megrekedtek; később egy vihar további kilencvenezer dolláros kárt okozott. Mivel a megyének nem álltak rendelkezésére a szükséges források, az építményt lebontották.

## Park
A 0,8 hektáros Elk City-i park fenntartója Lincoln megye.

## Fordítás
- Ez a szócikk részben vagy egészben  az   Elk City, Oregon című angol Wikipédia-szócikk ezen változatának fordításán alapul.  Az eredeti cikk szerkesztőit annak laptörténete sorolja fel. Ez a jelzés csupán a megfogalmazás eredetét és a szerzői jogokat jelzi, nem szolgál a cikkben szereplő információk forrásmegjelöléseként.